# 阪急1300系電車 (初代)
阪急1300系電車（はんきゅう1300けいでんしゃ）は、1957年に京阪神急行電鉄が京都線用に導入した電車である。神宝線用の1010系・1100系に相当する京都線初の高性能電車となった。

## 概要
1957年から1961年にかけて16両がナニワ工機で製造された。神宝線の1200系の後を追う形で1300系となり、形式の100番台の数字で「0」は神戸線、「1」は宝塚線、「3」は京都線とする体系が確立した。
制御電動車(Mc)の1300形1301 - 1308と付随車(T)の1350形1351 - 1358の2形式で構成される。車番は京都線車両の慣例から1より始まる。2両単位で機器を集約分散搭載する1C8M制御方式を阪急で初採用しており、奇数車が制御器とパンタグラフを搭載するMc、偶数車が電動発電機と空気圧縮機を搭載するM'cとなっている。
また、1350形は増結時に順次挿入されたため、当初は編成単位での車番が不統一になっており、このため1357以外については後年に改番の上で整理されている。

## 車体
車体は1010・1100系と同様の2扉車であるが、第1編成である1301-1351-1302の3両は、既存の710系に準じて1000系シリーズ唯一の固定クロスシート車として製造された。第2編成以降は全車ともロングシート車となった。
また、編成として最後に新造された1959年竣工の1307-1354-1308は、当初より3扉車として製造されたが、これらより後に既存編成向けに追加製造された1355・1356・1358の3両については組み込み先各編成の仕様に合わせて2扉車として製造されている。
2扉車の3扉化は、1970年から1973年にかけて施工されている。

## 主要機器
電装品は新京阪以来の京都線の伝統に従い、東洋電機製造の製品が採用されている。
主電動機はTDK-811-A（100kW）、駆動システムは中空軸平行カルダンが採用された。歯数比は1305以降、2M2Tでの牽引力を確保するため、4.59から6.31(82:13)と高く変更されている。制御器はMM'ユニット方式による1C8M制御が阪急で最初に採用され、電動カム軸式多段制御器の東洋電機製造ES-563A・B（ES-536Bの採用は1305以降）が奇数車に搭載された。
台車は1957年製造車は住友FS-311であった。1959年の増備車は1305-1353-1306と1352が住友金属FS-325を装着したほか、1307-1354-1308が汽車製造製軸箱梁式空気ばね台車（エコノミカルトラック）のKS-62A・62を試用した。
ブレーキは阪急初の発電制動付のHSC-D電磁直通ブレーキが採用された。

## 製造
編成は当初、1301Fがクロスシートの3両編成、1303Fがロングシートの2両編成とされた。
| ← 大阪京都 → | ← 大阪京都 → | ← 大阪京都 → | 竣工       |
| Mc           | T            | M'c          |            |
| 1301         | 1351         | 1302         | 1957年12月 |
| Mc           | M'c          |              |            |
| 1303         | 1304         |              | 1957年11月 |

1959年には付随車の1350形が増備され、1303Fの2連に組み込み、1303-1352-1304の3両編成となった。
| ← 大阪 | 竣工      |
| T      |           |
| 1352   | 1959年1月 |

1305F・1307Fはいずれも当初より3両編成として竣工している。1307Fは京都線初の3扉車である。
| ← 大阪京都 → | ← 大阪京都 → | ← 大阪京都 → | 竣工       |
| Mc           | T            | M'c          |            |
| 1305         | 1353         | 1306         | 1959年11月 |
| 1307         | 1354         | 1308         | 1959年12月 |

1960・1961年には、1350形をもう1両ずつ組み込み4両編成となった。1357は3扉車で、1301Fに組み込みの1358を含めロングシートである。
| ← 大阪 | 竣工       |
| T      |            |
| 1355   | 1960年12月 |
| 1356   | 1960年12月 |
| 1357   | 1961年10月 |
| 1358   | 1961年10月 |

## 編成表
基本編成
| ← 大阪京都 → | ← 大阪京都 → | ← 大阪京都 → | ← 大阪京都 → |
| Mc           | T            | T            | M'c          |
| ------------ | ------------ | ------------ | ------------ |
| 1301         | 1351         | 1352         | 1302         |
| 1303         | 1353         | 1354         | 1304         |
| 1305         | 1355         | 1356         | 1306         |
| 1307         | 1357         | 1358         | 1308         |

1981年
| ← 大阪京都 → | ← 大阪京都 → | ← 大阪京都 → | ← 大阪京都 → | ← 大阪京都 → | ← 大阪京都 → | ← 大阪京都 → |
| Mc           | T            | T            | M'c          | Mc           | T            | M'c          |
| ------------ | ------------ | ------------ | ------------ | ------------ | ------------ | ------------ |
| 1303         | 1354         | 1353         | 1304         | 1301         | 1352         | 1302         |
| 1307         | 1358         | 1357         | 1308         | 1305         | 1356         | 1306         |

## 変遷

### 改番
各編成ともMc-T-T-M'cの4両編成となったが、1350形の番号を編成内で揃えるため、以下の通り改番が実施された。
- 1358→1351
- 1351→1352
- 1355→1353
- 1352→1354
- 1356→1355
- 1353→1356
- 1354→1358

### 冷房化改造

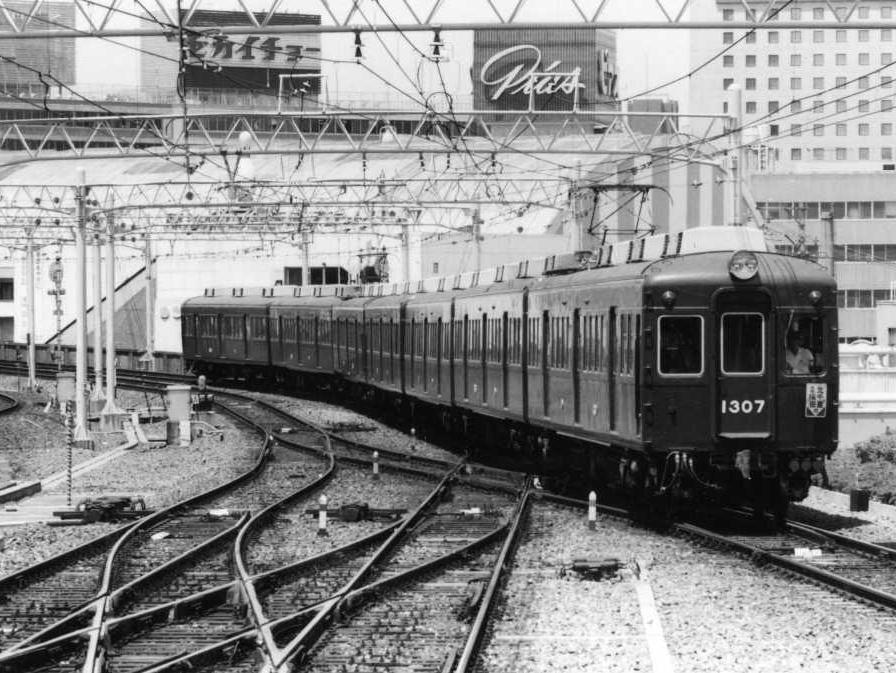
冷改後の1307（1976.8.1梅田にて撮影）

千里線の冷房化促進のため、1975年に1000系列で初の冷房化改造が実施された。
冷房装置は、冷凍能力10,500kcal/hの東芝RPU-3003を各車に3基搭載する集約分散方式である。冷房制御機器は、奇数電動車に搭載スペースが無く、隣接する付随車に設置された。1351・1355の2両が宝塚線に転出していたため、4両ユニットは付随車の奇偶を入れ替え、偶数車に設置している。改造は翌1976年までに実施された。

## 運用
710系と共に特急・急行などに運用されたが、2300系の登場により優等列車の運用機会が減少した。1963年の河原町延伸による特急の増発では1300系もロングシート車・3扉車編成を含めて特急運用に充当されたが、翌1964年の特急車2800系の就役開始に伴い、1966年に1301Fはロングシート化されて特急運用から完全に撤退した。
その後も本線各駅停車運用を中心に使用されていたが、千里線の輸送力増強の為、1971年に7両編成2本に編成替えされ、千里線専用となった。この時余剰となった付随車2両（1351・1355）は宝塚線へ移籍し、1200系に編入された。また同時期に全車が3扉化されている。
1983年に4両編成3本に組成変更され、嵐山線で運用された。この際余剰となった1307・1308は休車となったが、復帰することはなかった。
1984年、宝塚線に転出していた1351・1355の2両が廃車、1986年の1307・1308の廃車に続き、残る3編成12両も1987年までに廃車となった。